# Iwade (Wakayama)
Iwade (jap. 岩出市 Iwade-shi) – miasto w Japonii, na wyspie Honsiu, w prefekturze Wakayama.

## Położenie
Miasto leży w północnej części prefektury nad rzeką Kino. Iwade graniczy z miastami:
- Kinokawa
- Wakayamą

Prefektura Osaka:
- Sennan
- Hannan